# Remember Monday
Remember Monday je britské countrypopové trio složené z Charlotte Steeleové, Holly-Anne Hullové a Lauren Byrneové. Proslavilo se v roce 2019 po svém vystoupení v soutěži The Voice UK. Skupina s písní „What the Hell Just Happened?“ reprezentovala Spojené království na Eurovision Song Contest 2025 v Basileji, kde skončila na celkovém 19. místě s 88 body.

## Kariéra
Trojice se seznámila během společného studia na Sixth Form College ve Farnborough, kde je spojila sdílená vášeň pro hudbu. Hullová již dříve vystupovala na oslavě 80. narozenin královny Alžběty II. a v roce 2009 zvítězila v soutěži My Camp Rock. Účinkovala také v muzikálech Fantom opery a Bídníci. Byrneová ztvárnila postavu slečny Honey v muzikálu Matilda, Steeleová byla představitelkou role Jane Banksové v muzikálu Mary Poppins. V době svého vzniku v roce 2013 vystupovalo trio pod názvem Houston; v roce 2018 bylo jméno ale změněno na Remember Monday (česky „vzpomínka na pondělí“), protože všechny členky měly v pondělí volné hodiny, během nichž mohly společně zpívat.
Skupina se v roce 2019 zúčastnila soutěže The Voice UK, kde na konkurzu vystoupila s písní „Kiss from a Rose“ od Seala. V soutěži skupina svým výkonem přesvědčila porotce a za svou mentorku si následně zvolila Jennifer Hudsonovou částečně proto, že byla jedinou ženou v porotě, a částečně také kvůli tomu, že po zpěvačkách hodila botu, což sama Hudsonová považovala za projev uznání. Následně s písní „Home“ od Phillipa Phillipse v duelu dokázaly porazily Kierona Smithe, nicméně s vlastní písní „Jailbreaker“, se kterou vystoupily ve vyřazovacím kole (Knockouts), dále nepostoupily. V září 2023 opustily členky skupiny svá zaměstnání, aby se mohly hudbě věnovat naplno (Steeleová se vzdala funkce zástupkyně ředitele na škole múzických umění Artemis College).

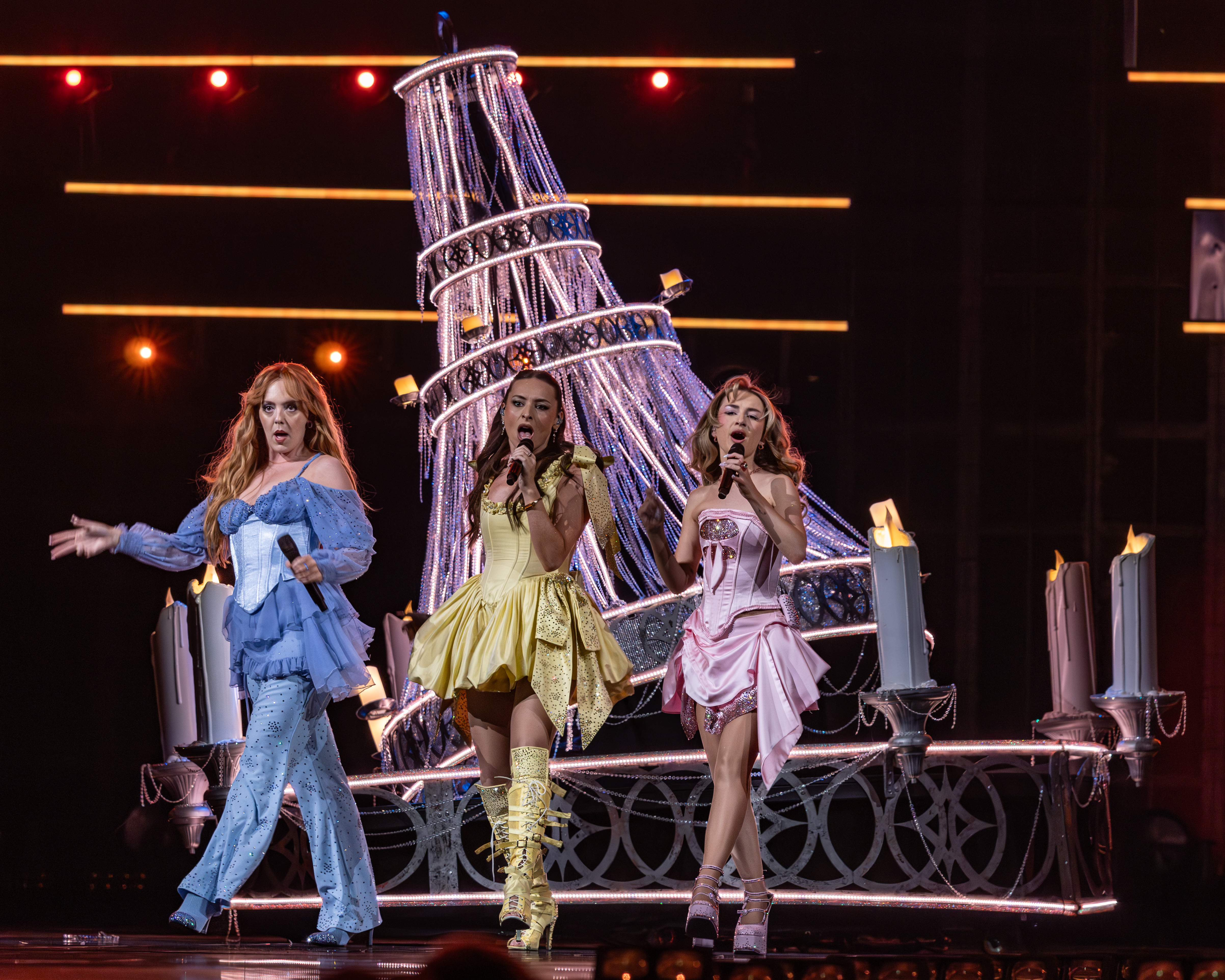
Trio vystupující s písní „What the Hell Just Happened?“ na Eurovision Song Contest 2025

V roce 2024 skupina vystoupila v talkshow Jennifer Hudsonové s písní „Hand in My Pocket“ od Alanis Morissette a v říjnu téhož roku vydala své druhé EP s názvem Crazy Anyway. Dne 7. února 2025 oznámily hlasatelky Nat O'Leary a Vicky Hawkesworth ve svém ranním pořadu na stanici BBC Radio 1, že Remember Monday budou reprezentovat Spojené království na Eurovision Song Contest 2025. Prostost, s níž bylo oznámení učiněno, vyvolala posměšky na sociálních sítích, neboť BBC dosud žádné oficiální prohlášení nevydala a učinila tak až o měsíc později, dne 7. března. Remember Monday se tak stalo první dívčí skupinou od roku 1999, která zemi na Eurovizi reprezentovala.
Na Eurovizi 2025 soutěžily s písní „What the Hell Just Happened?“, která se následující týden umístila na 95. místě britského singlového žebříčku. Ve finále soutěže obsadily celkové 19. místo s celkovým počtem 88 bodů od odborné poroty, skrze hlasování veřejnosti však nezískaly žádný bod.

## Členové
- Lauren Byrneová (nepřechýleně Byrne; * 16. dubna 1995)
- Holly-Anne Hullová (nepřechýleně Hull; * 17. října 1994)
- Charlotte Steeleová (něpřechýleně Steele; 1994)

## Diskografie

### EP
- 2023: Hysterical Women
- 2024: Crazy Anyway

### Singly
- 2019: „Find My Way“
- 2020: „Version of You“
- 2021: „Fat Bottomed Girls“
- 2021: „What I Know Now“
- 2022: „Nothing Nice to Say“
- 2023: „Let Down“
- 2024: „Laugh About It“
- 2024: „Hand in My Pocket“
- 2024: „Show Face“
- 2024: „Brown Eyed Girl“
- 2024: „What the Girls Bathroom Is For“
- 2024: „Famous“
- 2025: „What the Hell Just Happened?“
- 2025: „Happier“